# Церковь Смоленской иконы Божией Матери (Ивантеевка)
Церковь Смоленской иконы Божией Матери — приходской храм Сергиево-Посадской епархии Русской православной церкви в городе Ивантеевке Московской области, построенный в 1808 году. Здание церкви является объектом культурного наследия и находится под охраной государства. В настоящее время храм действует, ведутся богослужения.

## История храма

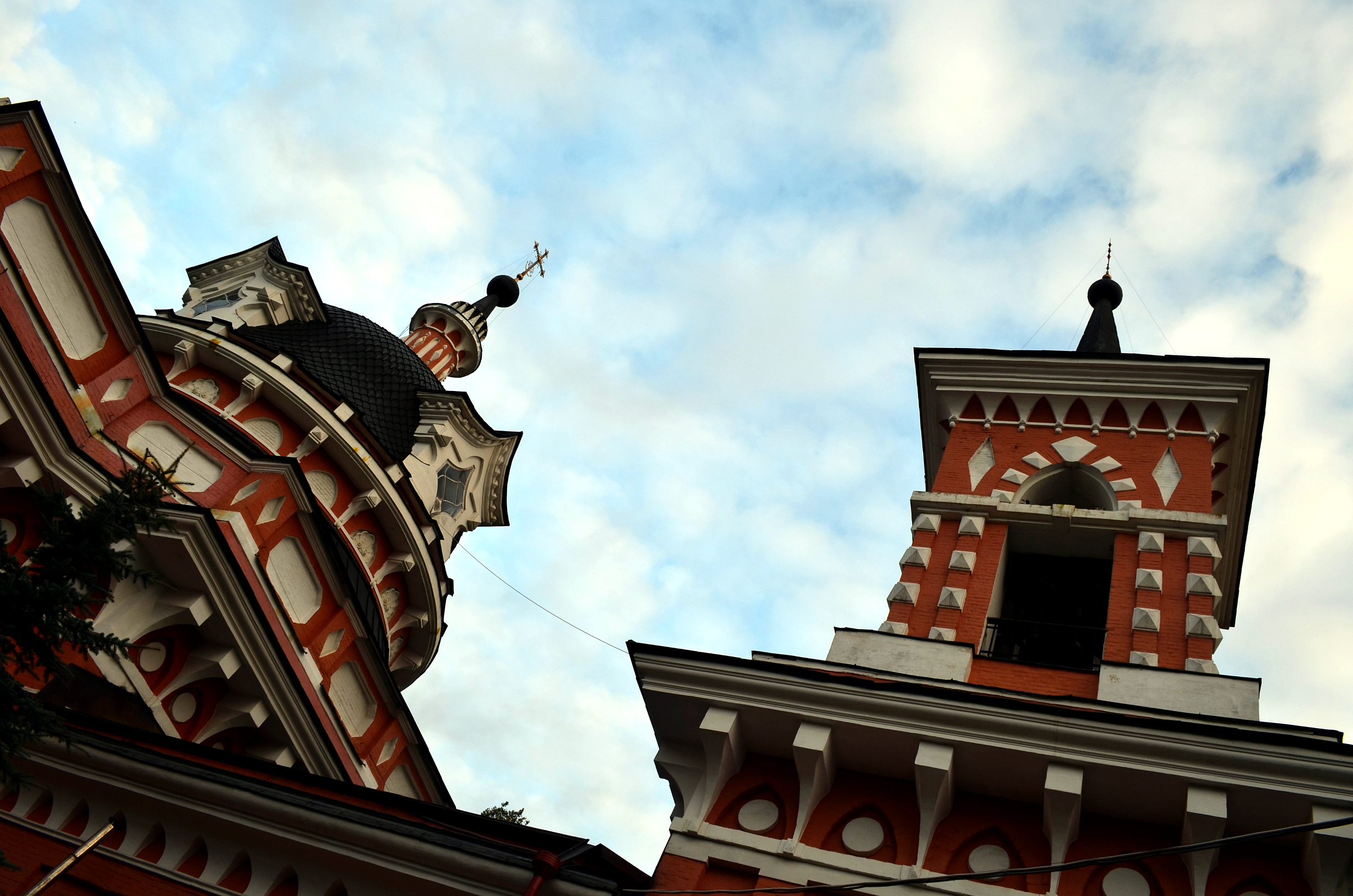
Верхние части храма

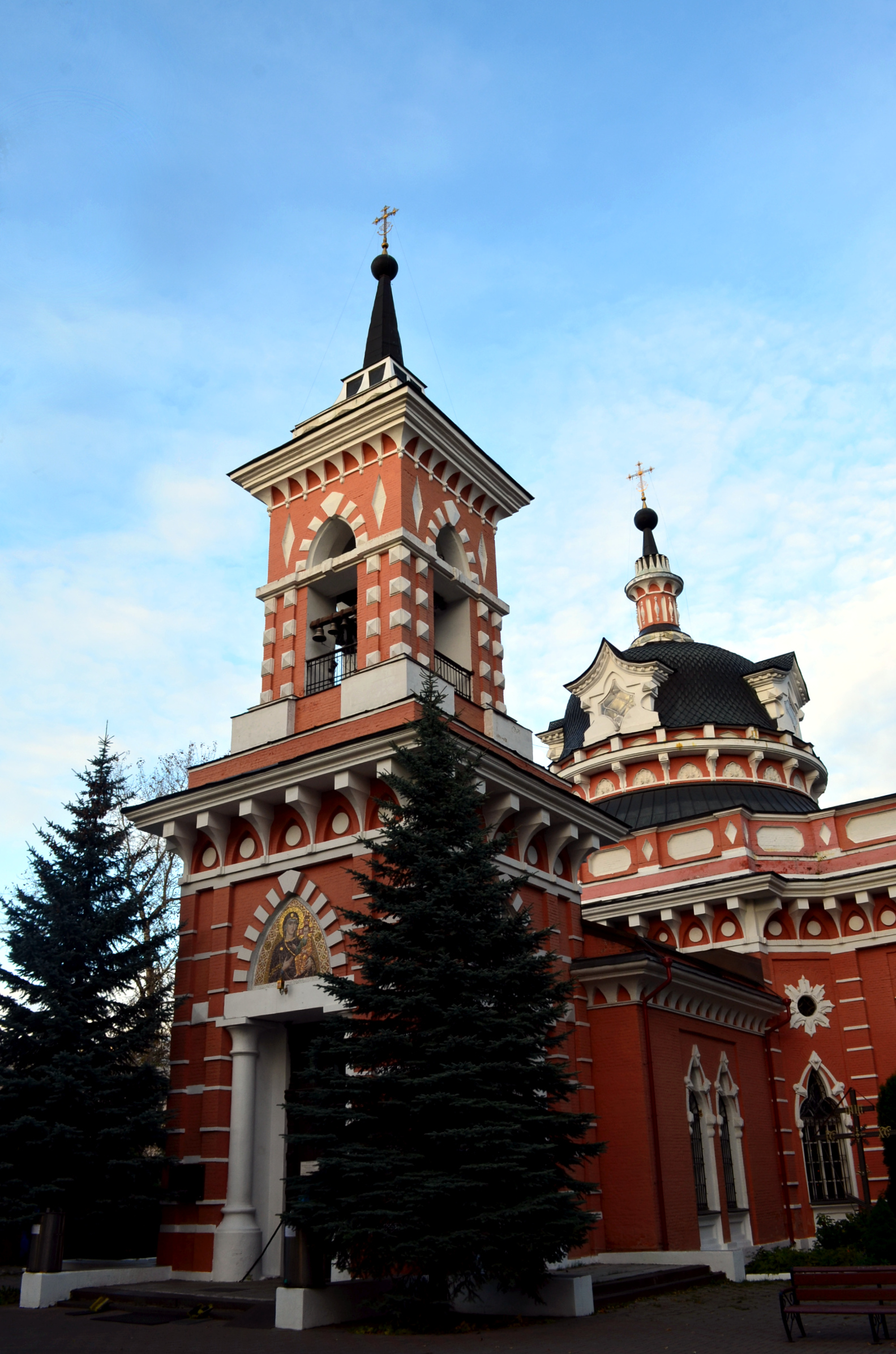
Колокольня

В исторической части Ивантеевки, на месте слияния поселений Вантеево, Копнино и Новоселки расположилось здание церкви в честь Смоленской иконы Божией Матери. В 1748 году на этом месте был построен первый деревянный храм в честь Казанской иконы Пресвятой Богородицы. Через несколько десятилетий церковь обветшала и жена владельца полотняных и бумажных фабрик Е. О. Баташова приняла решение возвести рядом новый каменный храм во имя Всемилостивого Спаса. Пять лет шло строительство объекта по проекту А. Н. Бакарева, и в 1808 году краснокирпичная церковь с богатым убранством из белого камня была построена. Храм стал образцом романтического направления в архитектуре классицизма.
В 1938 году храм по решению своетских властей был закрыт, помещение отдано под склад. Кладбище, которое было расположено рядом с церковью было ликвидировано. В годы Великой Отечественной войны здание приспособили под склад, а на колокольне был устроен пункт противовоздушной обороны. В 1970-х годах здание подверглось реставрации и передано для нужд Городского историко-краеведческого музея.
В 1989 году здесь впервые за десятилетия был отслужен водосвятный молебен с акафистом Божией Матери. До закрытия в церкви находился Смоленский образ Пресвятой Богородицы, поэтому православный храм в современное время был освящён в честь этой иконы.
Во дворе при храме в 1992 году был возведён приходской дом с храмом-крестильней во имя святого Иоанна Крестителя.

## Священнослужители
На протяжении восемнадцати лет, с 1903 по 1921 годы, в церкви служил Виктор Горетовский. В 1921 году сотрудники ЧК описали и забрали все ценности и увезли священнослужителя. Тело священника вернулось в храм со смертельным огнестрельным ранением в голову. Священник был погребён возле храма.
С марта 1937 года в церкви служил священник Александр Вершинский, который был арестован вместе с двумя помощниками — председателем церковного совета Павлом Кузовковым и секретарём ревизионной комиссии при церковном совете Николаем Копнинским. Вершинский и Кузовков были расстреляны на Бутовском полигоне, Копнинский скончался в Мариинских лагерях. В 2001 году их имена включили в Собор новомучеников и исповедников Российских.

## Мощи и реликвии
В церкви находятся частицы святых мощей многих угодников Божиих. Здесь размещена чудотворная икона святителя Николая. 
В храм возвращена Смоленская икона Богоматери, которая в годы гонений была перенесена в другой храм. Специально для этой церкви иконописец, архимандрит Псково-Печерского монастыря Зенон, написал данную икону. 
Художник-иконописец А. Вахромеев написал и передал образ Господа Вседержителя, а такжеи росписал весь иконостас. По иконе Спасителя с 1992 года опускаются две слезы.

## Современная деятельность
В 2007-2008 годах здание храма было капитально отремонтировано: заменены все сгнившие кирпичи, внутренние росписи промыты и обновлены, обновлён иконостас, отремонтировано паровое отопление.
Храм сохранился до наших дней и является памятником архитектуры, действующим. 10 августа празднуется престольный праздник — иконы Божией Матери Смоленская. Службы проводит протоиерей Иоанн Иванович Монаршек. 
В настоящее время при храме работает воскресная школа для взрослых и детей, библиотека, которая насчитывает более трех тысяч книг и фолиантов. Приход выпускает свою газету «Православное Слово» и журнал «Истина».